# Can Salomó
Can Salomó és una obra de Premià de Mar (Maresme) protegida com a Bé Cultural d'Interès Local.

## Descripció
Edifici a quatre vents de planta rectangular format per tres crugies perpendiculars a la façana. El cos central consta de planta, pis i golfes. El cos lateral només presenta planta i pis. Una escala de dos trams comunica els diferents pisos.
El cos central té teulada de teula àrab a doble vessant i els laterals només a una vessant.
L'immoble està orientat a sud i la façana és simètrica. A la planta baixa hi ha la porta d'accés i dues finestres iguals, més una port en un extrem.
Hi ha dues finestres a la planta pis mentre que al nivell superior hi ha tres nínxols amb la imatge de la Mare de Déu al centre.
Les crugies laterals presenten el pla de façana esglaonat.